# Мікеланджело Альбертацці
Мікеланджело Альбертацці (італ. Michelangelo Albertazzi; 7 січня 1991, Болонья) — італійський футболіст, грає на позиції лівого захисника. Виступав, зокрема, за Мілан, Верону та декілька інших клубів. Викликався до юнацьких збірних Італії різних вікових категорій. 
З 2019 року перебуває у стані вільного агента.

## Кар'єра

### Клубна
Мікеланджело Альбертацці є вихованцем «Болоньї».
2007 року його продали «Мілану» на правах спільного володіння й через рік, 2008-го, він офіційно перейшов до нової команди. До 2011 року Альбертацці виступав за Прімаверу, а потім його віддали в оренду, спочатку до іспанського «Хетафе», а потім «Варезе» і «Верони». За «Хетафе» Мікеланджело не провів жодного матчу, а за «Варезе» в Серії B зіграв 2 матчі.
Сезон 2012/13 Альбертацці знову провів у Серії B, виступаючи за «Верону». Разом з командою Мікеланджело добився переходу в Серію A, де і провів наступний сезон у «Вероні». В чемпіонаті Італії він дебютував 24 серпня 2013 року в матчі 1-го туру проти «Мілана».
Перед початком сезону 2014/15 «Мілан» хотів придбати гравця санкт-петербурзького «Зеніта» Доменіко Крішито і розглядав варіант з його обміном на Альбертацці. У підсумку угода не відбулася, а Мікеланджело залишився в клубі.

### Міжнародну
За юнацьку збірну Італії до 19 років Альбертацці виступав на чемпіонатах Європи 2008 і 2010 років. 2009 року він зіграв 5 матчів на молодіжному чемпіонаті світу.